# انزالة أولاد الشرقي دراع لكطا (أولاد الشرقي)
انزالة أولاد الشرقي دراع لكطا هو دُوَّار يقع بجماعة أولاد الشرقي، إقليم قلعة السراغنة، جهة مراكش آسفي في المملكة المغربية. ينتمي الدوّار لمشيخة أولاد الشرقي التي تضم 19 دوار. يقدر عدد سكانه بـ 526 نسمة حسب الإحصاء الرسمي للسكان والسكنى لسنة 2004.

## روابط خارجية
- البوابة الوطنية للجماعات الترابية
- المندوبية السامية للتخطيط